# Gothiscandza

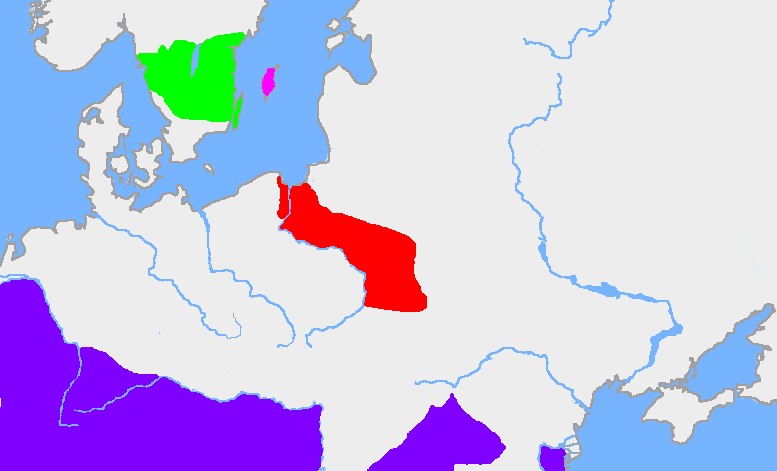
Grün = historische Region Götaland
Rosa = Gotland
Rot = vereinfachter Verlauf der Wielbark-Kultur

Gothiscandza (zu Deutsch „das Scandza der Goten“ oder „das gotische Scandza“) ist die Bezeichnung für einen Ort im Gebiet der Weichselmündung, an dem die Goten, aus ihrer skandinavischen Heimat kommend, gemäß ihrer mythischen Herkunftserzählung unter dem König Berig an der Ostseeküste anlandeten. 
Der Name ist nur in den Getica des Jordanes aus dem sechsten Jahrhundert überliefert. In der Forschung wird Gothiscandza als eine gelehrte Konstruktion des Cassiodor gesehen, dessen verschollene Geschichte der Goten als Vorlage für Jordanes diente.

## Name
Bei Gothiscandza (Nom. Sg.) handelt es sich begrifflich um eine Hybridbildung, also Gothi-Scandza als Gegensatz zum eigentlichen Scandza, deren Schöpfer, wenn nicht Jordanes selbst, vermutlich Cassiodor war. Scandza ist die spätlateinische Lautung von Scandia, einer Verkürzung von Ska(n)dinavia aus urnordisch *Skaðin-aujō. Gothi erscheint in den Quellen seit dem dritten Jahrhundert, daher ist die Form Hermann Reichert zufolge verdächtig, da für eine authentische frühe Überlieferung  ein u-Stamm vorliegen müsste, analog zur vergleichbaren Form des Toponyms Gutþiuda („Gotenvolk“).
In der älteren Forschung wurde versucht, den Namen aus dem Gotischen zu deuten. Theodor von Grienberger konstruierte zunächst ein starkes Femininum *Gutisk-andi („gotische Küste“), später deutete er die Bezeichnung als Dativ Lokativ *Gutisk-andeis aus gotisch andeis(„Ende“, mit Vergleich zu altisländisch endir „Ende, Rand“). Rudolf Much stimmte Grienberger im Wesentlichen zu, nahm jedoch entgegengesetzt ein schwaches Maskulinum an und konstruierte  *Gutisk-andja- ebenfalls mit Bezug zu  altisländisch endi(r) und verglich sein Konstrukt mit den friesischen Landschaftsnamen Nord-endi und dem langobardischen Beleg Ant-aib mit den Bedeutungen „Grenz- oder Ufergau“. Norbert Wagner wendet gegen beide Ansätze ein, dass „Komposita mit einem Adjektiv auf -isk- im Gotischen nicht belegt sind“. Wagner verweist ferner dahingehend auf Karl Müllenhoff, der den Namen als mutmaßliche gelehrte Schöpfung des Cassiodor wertete. Müllenhoff vermutete des Weiteren, dass dieser einen bei Ptolemaios (Geographike Hyphegesis) vorgefundenen Namen nach römischer Denkart kombinierte und aufbereitete.
Der Name beruht letztlich auf der unzureichenden Kenntnis der mediterranen Historiographen von der gotischen Sprache und ist geprägt durch Vorstellungen von der skandinavischen Herkunft der Goten und anderer germanischer Gentes als Vagina nationum (vgl. Ethnogenese).

## Lokalisierung
Jordanes schildert die Herkunft der Goten in mythischer Vorzeit, wobei Berig mit drei Booten von Scandza aufbrach und bei Gothiscandza anlandete und in der Folge kriegerisch gegen die dort ansässigen Ulmerugier vorging, um Siedlungsraum zu gewinnen. Aus dieser Angabe wurde in der Forschung versucht, verschiedene Orte und Landschaften an der heutigen polnischen Ostseeküste zu fixieren (Pommern bis Danziger Bucht). In Verbindung mit der regionalen eisenzeitlichen Kultur (Wielbark-Kultur) wird das Gebiet um das Weichseldelta als mögliches Gothiscandza gewertet. Aus der Annahme heraus, dass der Begriff einen Ortsnamen bezeichnen könnte, wurde versucht, den  Namen der Stadt Danzig davon abzuleiten, beziehungsweise eine lautliche Kontraktion zu belegen.